# 身心性疾病
身心性疾病，也翻譯成身心症（somatoform disorder），是指由心理引起生理的疾病。此類疾病會導致人际关系以及工作出現問題，甚至造成失業以及因过度就诊而出現的資金緊張。